# Jesse Leach

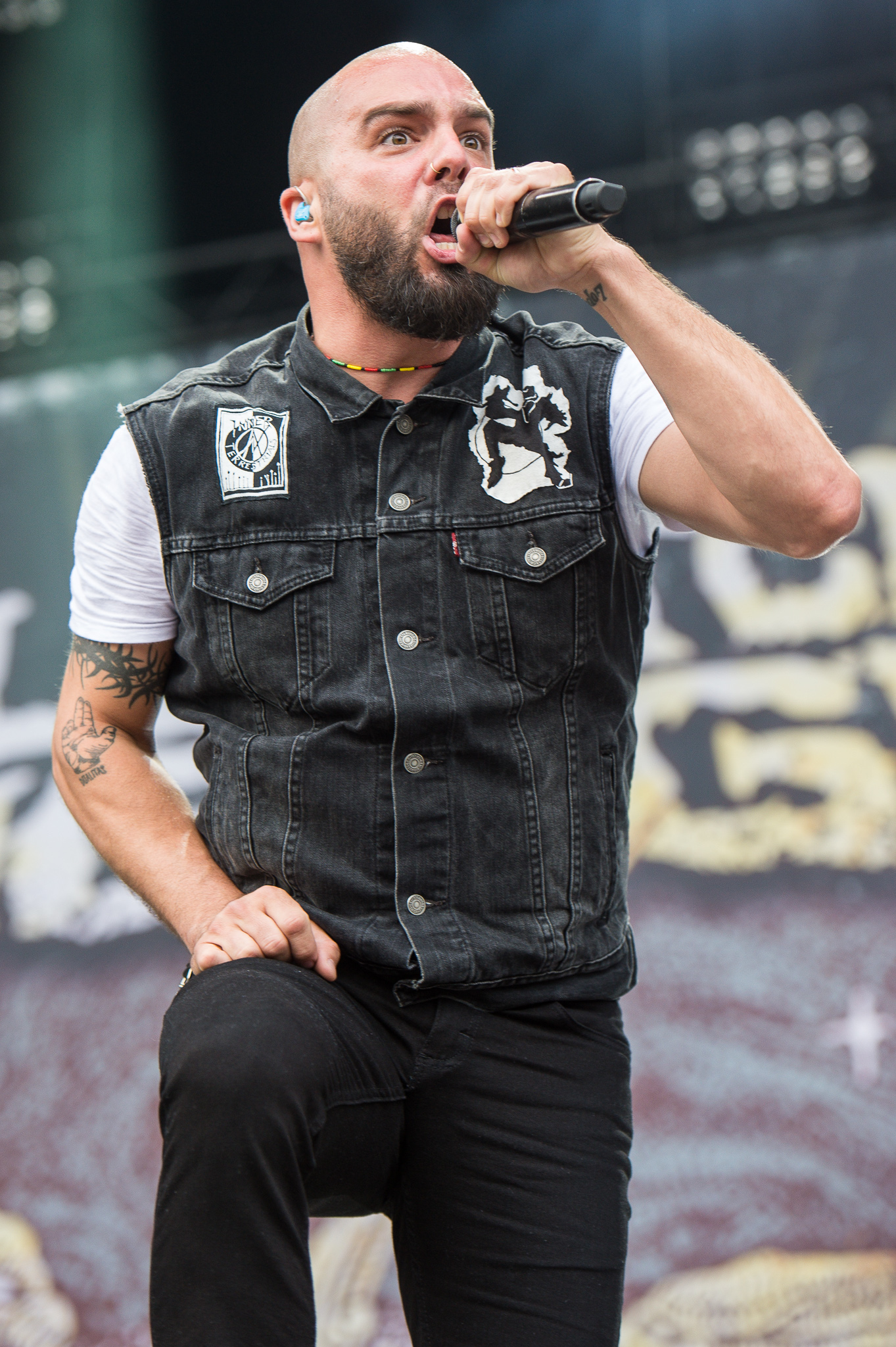
Jesse Leach mit Killswitch Engage beim Rock im Park 2016

Jesse David Leach (* 3. Juli 1978 in Providence, Rhode Island) ist ein US-amerikanischer Sänger. Er ist Mitglied der Band Killswitch Engage, The Empire Shall Fall und Times of Grace. Außerdem war er bei der Band Seemless aktiv.

## Werdegang
Leach machte seine ersten musikalischen Gehversuche Mitte der 1990er Jahre in den Bands Corrin und Nothing Stays Gold. Im Jahr 1999 schloss er sich der Band Killswitch Engage an, die im Jahr darauf das gleichnamige Debütalbum veröffentlichten. Zwei Jahre später folgte das Album Alive or Just Breathing. Gegen Ende der Tournee durch Nordamerika verließ Leach die Band. Er hatte zuvor geheiratet und litt während der Tournee an Depressionen. Schließlich informierte er seine Bandkollegen per E-Mail über seinen Ausstieg. Jahre später erklärte Leach in einem Interview, dass ihm seinerzeit die Tourerfahrung fehlte und nicht auf dieses Leben vorbereitet war.
Nachdem Leach seine Depressionen überwinden konnte, schloss er sich der Hard-Rock-Band Seemless an, die zwei Studioalben veröffentlichte. Nachdem der Seemless-Schlagzeuger Derek Kerswill im Jahr 2008 zu Unearth wechselte, lösten sich Seemless auf. Leach gründete daraufhin die Metalcore-Band The Empire Shall Fall, die bislang zwei Alben veröffentlichte. Zusammen mit dem Killswitch-Engage-Gitarristen Adam Dutkiewicz gründete Leach im Jahre 2008 die Band Times of Grace, die drei Jahre später ihr bislang einziges Album The Hymn of a Broken Man herausbrachten. Im Januar 2012 kehrte Leach zu Killswitch Engage zurück, nachdem sein Nachfolger Howard Jones wegen einer Diabetes-Erkrankung ausstieg.
Als Ghostwriter verfasste Leach die Texte für das Ende Oktober 2016 veröffentlichte Debütalbum von Serpentine Dominion, der Band seines Bandkollegen Adam Dutkiewicz.

## Diskografie
| Killswitch Engage - 2000: Killswitch Engage - 2002: Alive or Just Breathing - 2013: Disarm the Descent - 2016: Incarnate - 2019: Atonement - 2020: Atonement II B-Sides for Charity | Seemless - 2005: Seemless - 2006: What Have We Become The Empire Shall Fall - 2009: Awaken - 2011: Solar Plexus Times of Grace |

als Gastsänger
- 2005: Blood and Flames (Roadrunner United)
- 2020: Stop the Bleeding (Machine Head feat. Jesse Leach)
- 2022: Modern Meta Medicine (Anti-Flag feat. Jesse Leach)
- 2022: Ancestry (August Burns Red feat. Jesse Leach)
- 2024: Out of Pocket (Black Stone Cherry feat. Jesse Leach)
- 2025: Heaven (Ephemera feat. Jesse Leach)